# 馬特萬 (密歇根州)
馬特萬（英語：Mattawan）是位於美國密歇根州范布倫縣安特衛普鎮區的一個村。

## 人口
根據2020年美國人口普查的數據，馬特萬的面積為9.94平方千米，當中陸地面積為9.88平方千米，而水域面積為0.06平方千米。當地共有人口2550人，而人口密度為每平方千米256人。